# Kateryna Baindlová
Kateryna Ihorivna Baindlová (ukrajinsky Катерина Ігорівна Баіндль, rozená Kozlova (Козлова), * 20. února 1994 Mykolajiv) je ukrajinská profesionální tenistka. Ve své dosavadní kariéře na okruhu WTA Tour nevyhrála žádný turnaj. Na túře WTA 125 triumfovala v singlu Dalian Open 2017 v čínském Ta-lienu. V rámci okruhu ITF získala do pět titulů ve dvouhře a třináct ve čtyřhře.
Na žebříčku WTA byla ve dvouhře nejvýše klasifikována v únoru 2018 na 62. místě a ve čtyřhře pak v říjnu 2012 na 139. místě. Trénuje ji bývalý německý tenista Christopher Kas. Dříve tuto roli plnili Aliva Mojsejevová, Volodymyr Bogdanov a Jaroslav Levinský.
V ukrajinském fedcupovém týmu debutovala v roce 2015 základním blokem 1. skupiny zóny Evropy a Afriky proti Lichtenštejnsku, v němž vyhrála dvouhru s Kathinkou von Deichmannovou. Ukrajinky zvítězily 3:0 na zápasy. Do listopadu 2023 v soutěži nastoupila k pěti mezistátním utkáním s bilancí 3–2 ve dvouhře a 1–1 ve čtyřhře.
V prosinci 2021 se v Kyjevě vdala za svého kondičního trenéra Michaela Baindla, bývalého německého hokejistu a kapitána Starbulls Rosenheim, s nímž navázala vztah v roce 2020. Sňatkem přijala jeho příjmení, pod nímž začala hrát na okruzích.

## Tenisová kariéra
V rámci hlavních soutěží událostí okruhu ITF debutovala v říjnu 2008, když na turnaj v Charkově s dotací 10 tisíc dolarů obdržela divokou kartu. V prvním kole podlehla ruské hráčce Janě Bučinové. Také v deblové části odešla poražena z úvodního duelu, když vypadla po boku krajanky Eliny Svitolinové. První titul získala se stejnou spoluhráčkou ve čtyřhře na charkovském turnaji v červenci 2010 po finálové výhře nad krajankami Valentynou Ivachněnkovou a Aljonou Sotnikovovou. Singlová trofej přišla o dva roky později na červencové akci v německém městě Vaihingen an der Enz s dotací s rozpočtem 25 tisíc dolarů, kde ve finále přehrála Argentinku Florencii Molinerovou ve třech setech.

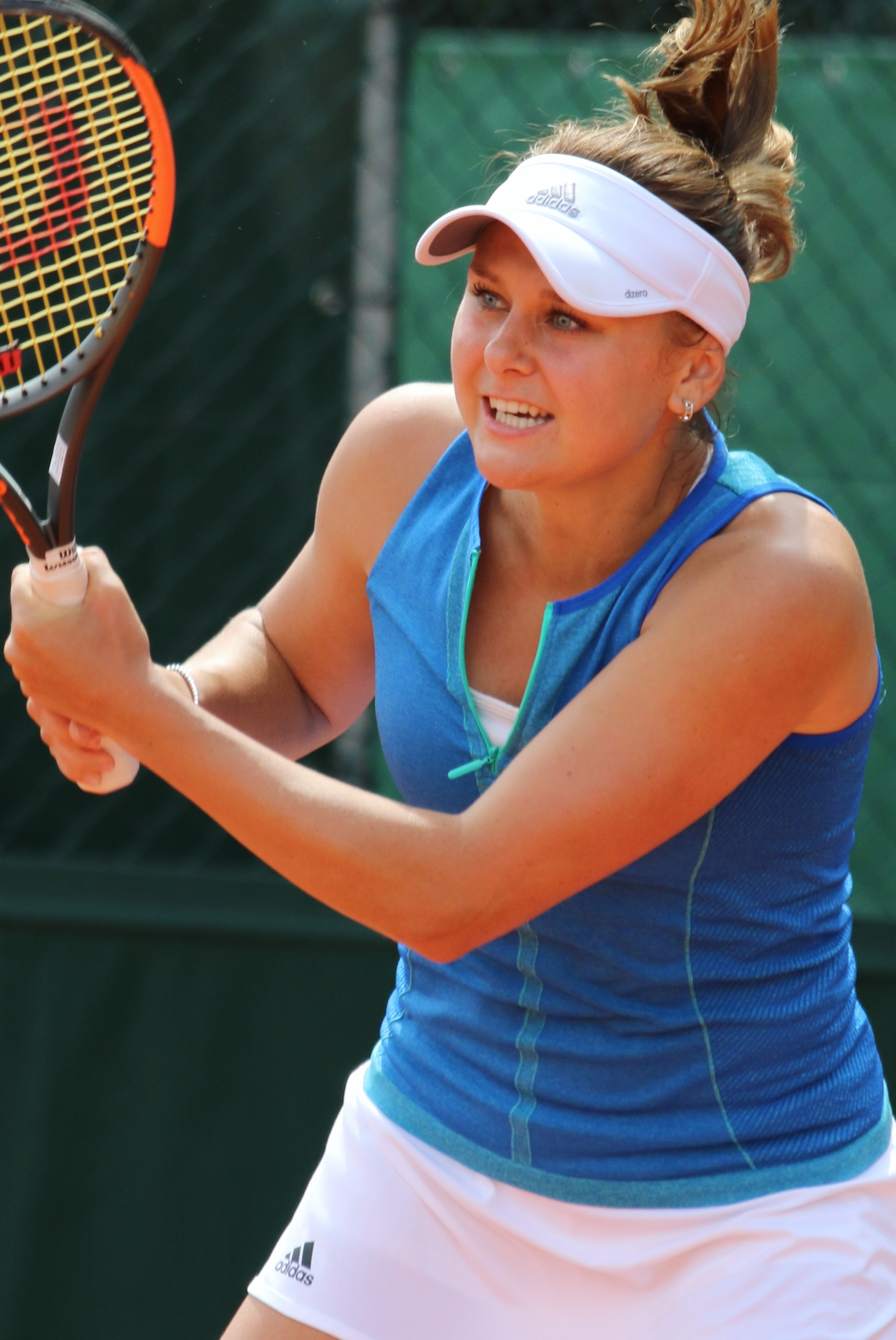
Na French Open 2018

V singlu okruhu WTA Tour debutovala na zářijovém Tashkent Open 2012. Na úvod kvalifikace podlehla ruské nasazené dvojce Alle Kudrjavcevové, jíž odebrala pouze tři gamy. Do premiérového čtvrtfinále se probojovala na Tashkent Open 2015, na němž z pozice kvalifikantky vyřadila Češky Kláru Koukalovou a pátou nasazenou Kateřinu Siniakovou. Mezi poslední osmičkou však nestačila na pozdější vítězku Nao Hibinovou.
Premiérové finále na túře WTA si zahrála na únorovém Taiwan Open 2018 po výhře nad Němkou Sabine Lisickou. Z boje o titul však odešla poražena od čtvrté nasazené 24leté Maďarky Tímey Babosové.
Debut v kvalifikaci grandslamu zaznamenala na French Open 2013, kde na úvod nenašla recept na argentinskou reprezentantku Paulu Ormaecheaovou. V hlavní soutěži pak debutovala v singlu US Open 2015, kde podlehla Američance Bethanii Mattekové-Sandsové, startující na divokou kartu. Hráčku z první světové desítky poprvé v kariéře zdolala na antukovém French Open 2018, když v úvodním kole jako šedesátá šestá žena žebříčku vyřadila 20letou světovou pětku Jeļenu Ostapenkovou, obhajující titul. Proti Lotyšce tak udržela 100% úspěšnost, když navýšila aktivní poměr vzájemných zápasů na 3–0.
Podruhé členku první světové desítky zdolala ve druhém kole Mutua Madrid Open 2019, v němž vyřadila světovou pětku Karolínu Plíškovou. Následně však odešla poražena od Belindy Bencicové.

## Dopingová aféra
Mezinárodní tenisová federace 27. května 2015 oznámila, že porušila protidopingová pravidla. Její vzorky vykázaly pozitivní nález na stimulant dimethylbutylamin (DMBA). Pozastavení činnosti na okruzích bylo následně zkráceno na šest měsíců, od 15. února do 15. srpna 2015.

## Finále na okruhu WTA Tour
| Legenda                           |
| --------------------------------- |
| D – dvouhra; Č – čtyřhra          |
| Grand Slam (0)                    |
| Turnaj mistryň (0)                |
| Premier Mandatory & Premier 5 (0) |
| Premier (0)                       |
| International (0–2 D)             |

### Dvouhra: 2 (0–2)
| Stav       | č. | datum             | turnaj               | povrch    | soupeřka ve finále  | výsledek      |
| ---------- | -- | ----------------- | -------------------- | --------- | ------------------- | ------------- |
| Finalistka | 1. | 4. února 2018     | Tchaj-pej, Tchaj-wan | tvrdý (h) | Tímea Babosová      | 5–7, 1–6      |
| Finalistka | 2. | 23. července 2023 | Budapešť, Maďarsko   | antuka    | Marija Timofejevová | 3–6, 6–3, 0–6 |

## Finále série WTA 125
| Legenda                  |
| ------------------------ |
| D – dvouhra; Č – čtyřhra |
| WTA 125 (1–1 D)          |

### Dvouhra: 2 (1–1)
| Stav       | č. | datum         | turnaj        | povrch | soupeřka ve finále | výsledek           |
| ---------- | -- | ------------- | ------------- | ------ | ------------------ | ------------------ |
| Vítězka    | 1. | 10. září 2017 | Ta-lien, ČLR  | tvrdý  | Věra Zvonarevová   | 6–4, 6–2           |
| Finalistka | 1. | listopad 2022 | Colina, Chile | antuka | Majar Šarífová     | 6–3, 6–7(3–7), 5–7 |

## Finále na okruhu ITF
| Dotace turnajů okruhu ITF | Dotace turnajů okruhu ITF |
| ------------------------- | ------------------------- |
| 100 000 $ tournaments     | 80 000 $ tournaments      |
| 75 000 $ tournaments      | 60 000 $ tournaments      |
| 50 000 $ tournaments      | 25 000 $ tournaments      |
| 15 000 $ tournaments      | 10 000 $ tournaments      |

### Dvouhra: 11 (5–6)
| Stav       | č. | datum             | turnaj                               | povrch    | soupeřka ve finále     | výsledek           |
| ---------- | -- | ----------------- | ------------------------------------ | --------- | ---------------------- | ------------------ |
| Vítězka    | 1. | 1. července 2012  | Vaihingen an der Enz, Německo        | antuka    | Florencia Molinerová   | 3–6, 7–5, 6–4      |
| Vítězka    | 2. | 18. srpna 2012    | Kazaň, Rusko                         | tvrdý     | Tara Mooreová          | 6–3, 6–3           |
| Vítězka    | 3. | 17. září 2012     | Šymkent, Kazachstán                  | tvrdý     | Anna Danilinová        | 6–3, 4–6, 6–4      |
| Finalistka | 4. | 8. července 2013  | Istanbul, Turecko                    | tvrdý     | Jelizaveta Kuličkovová | 3–6, 6–4, 0–6      |
| Finalistka | 5. | 16. září 2013     | Batumi, Gruzie                       | tvrdý     | Alexandra Panovová     | 4–6, 6–0, 5–7      |
| Finalistka | 6. | 1. června 2014    | Grado, Itálie                        | antuka    | Gioia Barbieriová      | 4–6, 6–4, 4–6      |
| Vítězka    | 7. | 30. června 2014   | Versmold, Německo                    | antuka    | Richèl Hogenkampová    | 6–4, 6–7(3–7), 6–1 |
| Vítězka    | 5. | 9. července 2017  | Řím, Itálie                          | antuka    | Mariana Duque Mariñová | 7–6(8–6), 6–4      |
| Finalistka | 4. | 4. listopadu 2018 | Toronto, Kanada                      | tvrdý (h) | Quirine Lemoineová     | 2–6, 3–6           |
| Finalistka | 5. | červenec 2022     | Montpellier, Francie                 | antuka    | Oxana Selechmetěvová   | 3–6, 7–5, 5–7      |
| Finalistka | 6. | říjen 2022        | Les Franqueses del Vallès, Španělsko | tvrdý     | Jasmine Paoliniová     | 4–6, 4–6           |

### Čtyřhra: 22 (13–9)
| Stav       | č.  | datum             | turnaj                       | povrch    | spoluhráčka            | soupeřky ve finále                          | výsledek            |
| ---------- | --- | ----------------- | ---------------------------- | --------- | ---------------------- | ------------------------------------------- | ------------------- |
| Finalistka | 1.  | 25. května 2009   | Charkov, Ukrajina            | antuka    | Elina Svitolinová      | Kateryna Avdijenková Maria Žarkovová        | 7–6(7–3), 3–6, 9–11 |
| Finalistka | 2.  | 19. října 2009    | Belek, Turecko               | antuka    | Sofija Kovalecová      | Anna Orliková Kateřina Vaňková              | 3–6, 0–6            |
| Finalistka | 3.  | 3. května 2010    | Charkov, Ukrajina            | antuka    | Elina Svitolinová      | Ljudmyla Kičenoková Nadija Kičenoková       | 4–6, 2–6            |
| Finalistka | 4.  | 28. června 2010   | Pozoblanco, Španělsko        | antuka    | Valentyna Ivachněnková | Akiko Jonemurová Tomoko Jonemurová          | 4–6, 6–3, 2–6       |
| Vítězka    | 5.  | 19. července 2010 | Charkov, Ukrajina            | antuka    | Elina Svitolinová      | Valentyna Ivachněnková Aljona Sotnikovová   | 6–3, 7–5            |
| Vítězka    | 6.  | 17. června 2011   | Charkov, Ukrajina            | antuka    | Valentyna Ivachněnková | Melanie Klaffnerová Lina Stančiūtėová       | 6–4, 6–3            |
| Vítězka    | 7.  | 17. července 2011 | Contrexéville, Francie       | antuka    | Valentyna Ivachněnková | Erika Semová Roxane Vaisembergová           | 2–6, 7–5, [12–10]   |
| Vítězka    | 8.  | 6. srpna 2011     | Moskva, Rusko                | antuka    | Valentyna Ivachněnková | Vaszilisza Bulgakovová Anna Rapoportová     | 6–3, 6–0            |
| Finalistka | 9.  | 19. března 2012   | Moskva, Rusko                | tvrdý (h) | Valentyna Ivachněnková | Margarita Gasparjanová Anna Arina Marenková | 6–3, 6–7(7–9), 6–10 |
| Vítězka    | 10. | 14. května 2012   | Moskva, Rusko                | antuka    | Valentyna Ivachněnková | Darja Lebeševová Julia Valetovová           | 6–1, 6–3            |
| Vítězka    | 11. | 21. května 2012   | Astana, Kazachstán           | tvrdý (h) | Valentyna Ivachněnková | Diana Isajevová Xenia Kirillovová           | 6–2, 6–0            |
| Vítězka    | 12. | 4. června 2012    | Karši, Kazachstán            | tvrdý     | Valentyna Ivachněnková | Veronika Kapšajová Teodora Mirčićová        | 7–5, 6–3            |
| Finalistka | 13. | 11. června 2012   | Buchara, Uzbekistán          | tvrdý     | Valentyna Ivachněnková | Ljudmyla Kičenoková Nadija Kičenoková       | 5–7, 5–7            |
| Finalistka | 14. | 16. července 2012 | Doněck, Ukrajina             | tvrdý     | Valentyna Ivachněnková | Ljudmyla Kičenoková Nadija Kičenoková       | 2–6, 5–7            |
| Vítězka    | 15. | 13. srpna 2012    | Kazaň, Rusko                 | antuka    | Valentyna Ivachněnková | Ljudmyla Kičenoková Nadija Kičenoková       | 6–4, 6–7(6–8), 10–4 |
| Vítězka    | 16. | 17. září 2012     | Šymkent, Kazachstán          | tvrdý     | Valentyna Ivachněnková | Nigina Abdurajmovová Xenia Palkinová        | 6–2, 6–4            |
| Vítězka    | 17. | 26. srpna 2013    | Kazaň, Rusko                 | antuka    | Valentyna Ivachněnková | Başak Eraydınová Veronika Kapšajová         | 6–4, 6–1            |
| Vítězka    | 18. | 16. září 2013     | Batumi, Gruzie               | antuka    | Valentyna Ivachněnková | Christina Shakovetsová Aljona Fominová      | 6–0, 6–4            |
| Vítězka    | 19. | 25. ledna 2014    | Andrézieux-Bouthéon, Francie | tvrdý (h) | Julia Bejgelzimerová   | Timea Bacsinszká Kristina Barroisová        | 6–3, 3–6, [10–8]    |
| Finalistka | 20. | 8. února 2014     | Grenoble, Francie            | tvrdý (h) | Margarita Gasparjanová | Sofia Šapatavová Anastasija Vasyljevová     | 1–6, 4–6            |
| Vítězka    | 21. | 22. února 2014    | Moskva, Rusko                | tvrdý (h) | Valentyna Ivachněnková | Veronika Kuděrmetovová Světlana Piraženková | 7–6(8–6), 6–4       |
| Finalistka | 9.  | srpen 2018        | Vancouver, Kanada            | tvrdý     | Arantxa Rusová         | Desirae Krawczyková Giuliana Olmosová       | 2–6, 5–7            |